# Damien Lewis (Footballspieler)
Damien Lewis (geboren am 21. März 1997 in Biloxi, Mississippi) ist ein US-amerikanischer American-Football-Spieler auf der Position des Guards. Er spielte College Football für die Louisiana State University und steht seit 2024 bei den Carolina Panthers in der National Football League (NFL) unter Vertrag. Zuvor spielte Lewis vier Jahre lang für die Seattle Seahawks.

## College
Lewis besuchte die Highschool in Canton, Mississippi, und spielte dort Football als Offensive und Defensive Lineman. Er erhielt, auch wegen nicht ausreichender Schulleistungen, keine Stipendienangebote von College-Football-Programmen und ging daher ab 2016 auf das Northwest Mississippi Community College. Nachdem er dort in 18 Monaten seinen Abschluss gemacht hatte und sich zu einem der besten Offensive Linemen am Community College entwickelte, boten ihm zur Saison 2018 zahlreiche Colleges einen Platz an.
Ab 2018 besuchte Lewis die Louisiana State University, um College Football für die LSU Tigers zu spielen. Bei den Tigers war er in beiden Saisons Starter auf der Position des Right Guards und lief in 28 Spielen auf. In der Saison 2019 gewann Lewis mit der LSU das College Football Playoff National Championship Game.

## NFL
Lewis wurde im NFL Draft 2020 in der dritten Runde an 69. Stelle von den Seattle Seahawks ausgewählt. Als Rookie war er von Beginn an Stammspieler und lief in allen 16 Spielen als Starter auf. Dabei spielte Lewis als Right Guard, in einer Partie wurde er als Center eingesetzt. In der Saison 2021 spielte Lewis infolge der Neuverpflichtung von Gabe Jackson als Left Guard. Er verpasste verletzungsbedingt vier Spiele und konnte nicht an die Leistung aus seinem ersten Jahr in der NFL anschließen. In seinem dritten NFL-Jahr und seiner zweiten Saison als Left Guard zeigte Lewis sich im Vergleich zur Vorsaison wieder deutlich verbessert. Das erste Spiel der Saison verpasste er allerdings wegen einer Verletzung. In der Saison 2023 war Lewis in 16 Spielen Starter, insgesamt stand er in 61 Spielen für die Seahawks von Beginn an auf dem Feld.
Im März 2024 einigte Lewis sich mit den Carolina Panthers auf einen Vierjahresvertrag im Wert von 53 Millionen US-Dollar.